# Ivett Gyöngyösi
Ivett Gyöngyösi (wym. węg. [ˈivɛtː ˈɟøɲɟøʃi]; ur. 11 kwietnia 1993 w Vásárosnamény) – węgierska pianistka i kameralistka, laureatka międzynarodowych konkursów pianistycznych.

## Życiorys

### Początki kariery pianistycznej
Urodziła się 11 kwietnia 1993 (Wielkanoc) w powiatowym mieście Vásárosnamény, leżącym w północno-wschodnich Węgrzech. W przedszkolu po raz pierwszy zobaczyła fortepian, który wzbudził jej zainteresowanie. Dzieciństwo związane było z osiedlem Vitka w Vásárosnamény, gdzie uczęszczała do Szkoły Podstawowej im. Ferenca Kölsceya (węg. Kölcsey Ferenc ÁMK). Dostrzegając jej fascynacje oraz zdolności, kiedy miała 7 lat rodzice (István i Istvánné) skierowali ją do Miejskiej Szkoły Muzycznej w Vásárosnamény (węg. Vásárosnaményi Városi Zeneiskola), gdzie uczyła się gry na fortepianie w latach 2001–2005 . Jej pierwszą nauczycielką była Erzsébet Antalovszky. Mając 9 lat wygrała pierwszy w swoim życiu konkurs dla dzieci w grze na tym instrumencie. Wraz ze swoim ojcem Istvánem często udawała się na koncerty, a następnie mając doskonały słuch, próbowała w domu przy klawiaturze odtworzyć usłyszane motywy, rozwijając muzyczne i manualne umiejętności.
Jako utalentowana jedenastoletnia uczennica została przyjęta w 2005 do klasy przygotowawczej Akademii Muzycznej im. Ferenca Liszta w Budapeszcie (węg. Liszt Ferenc Zeneművészeti Egyetem), gdzie w latach 2005–2011 była pod opieką prof. Attily Némethy'ego . Jej debiut pianistyczny miał miejsce w macierzystej uczelni, kiedy miała 15 lat z Orkiestrą Danubia Óbuda w Budapeszcie (węg. Óbudai Danubia Zenekar) w Auli Wielkiej Akademii. 3 lutego 2010 została wyróżniona przez wytwórnię Steinway & Sons w Hamburgu jako Młoda Artystka Steinwaya (ang. Young Steinway Artists). Rok później rozpoczęła studia pianistyczne w Akademii Muzycznej im. Ferenca Liszta w Budapeszcie pod kierunkiem Kálmána Dráfiego oraz dodatkowo muzykę kameralną pod okiem Jánosa Devicha, którą ukończyła w 2015 .

### Rozwój kariery pianistycznej
Kluczowym momentem w jej karierze artystycznej było zdobycie w 2011 głównej nagrody wraz z nagrodami specjalnymi UNESCO w konkursie (ang. New Talent; pol. Nowy Talent) rozgłośni Euro Radio w Bratysławie, Europejskiej Unii Nadawców (EBU), przez który dzięki transmisji medialnej stała się bardziej znana na pianistycznej arenie międzynarodowej. W finale (5 grudnia) wraz ze Słowacką Orkiestrą Radiową pod dyrekcją Petra Vronský'ego wykonała IV koncert fortepianowy Beethovena, który był transmitowany przez 14 stacji radiowych i słyszało go – według szacunków – około 3 miliony słuchaczy. Dwa lata później (październik 2013) odniosła swój największy – jak dotychczas – sukces zdobywając główną nagrodę w wysokości 10 000 € i wyróżnienie za interpretację mazurków na X Konkursie Chopinowskim w Darmstadt w Niemczech, występując w finale z Kameralną Orkiestrą Filharmonii Pardubickiej (cz. Komorní filharmonie Pardubice) pod batutą Marka Ivanovicia, gdzie wykonała I koncert fortepianowy e-moll op. 11 Fryderyka Chopina.
W grudniu 2014 zdobyła w specjalności muzyka klasyczna pierwszą nagrodę dla wschodzących talentów muzycznych w grupie wiekowej 20–24 lata, w konkursie (węg. Virtuózok; pol. Wirtuozi), węgierskiej Telewizji. Jej występ porównywany był do występu jej rodaczki, znakomitej swego czasu pianistki Annie Fischer zarówno przez jury jak i publiczność.
Występowała m.in. w Musikverein w Wiedniu, Laeiszhalle w Hamburgu czy też w Pałacu Sztuk w Budapeszcie, oraz na wielu festiwalach, m.in.: Liszt Junioracademy w Utrechcie (2010), International Mendelssohn-Academy w Lipsku (2012), Chopin Festiwal w Mariańskich Łaźniach (2014, 2017, 2021) czy Międzynarodowym Festiwalu Muzycznym w Kioto (2016). Warto dodać, że dwukrotnie: 17 kwietnia 2012 (razem z pianistą Lászlem Váradim) oraz 31 stycznia 2013 wystąpiła z koncertem m.in. w rezydencji Ambasady Izraela w Budapeszcie przy ul. Fulláng utca 8, przed m.in. ambasadorem Ilanem Morem.
Począwszy od XVII Konkursu Chopinowskiego w Warszawie w 2015, pianistka jest nieco mniej aktywna, bowiem nie nagrała żadnej płyty autorskiej czy też nie zorganizowała żadnej trasy koncertowej. 4 października 2017 koncertowała w Reformowanej Akademii Teologicznej w Sárospatak (węg. Sárospataki Református Teológiai Akadémia).

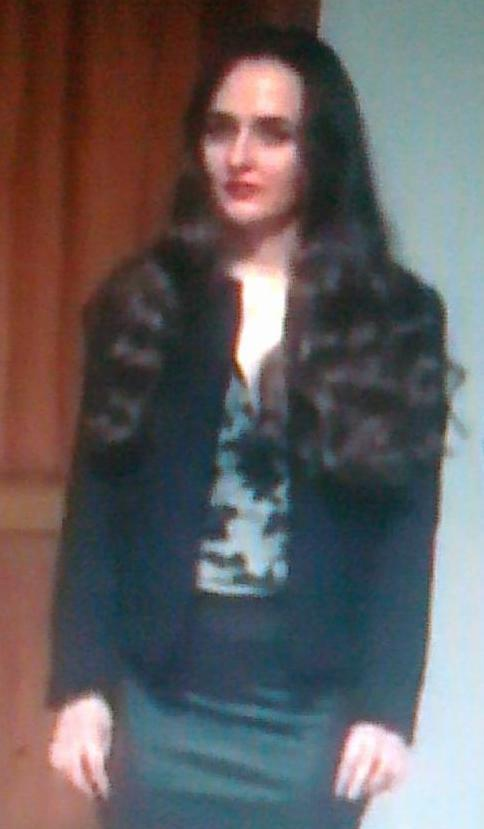
Ivett Gyöngyösi (2018)

16 maja 2018 ukazał się na rynku specjalny numer węgierskojęzycznego magazynu „PAPAGENO” z jej wizerunkiem na stronie tytułowej, z okazji inauguracji 1. Międzynarodowego Festiwalu Pianistycznego V4, jaki odbył się pod koniec sierpnia tegoż roku w Sárospatak, na którym miała wystąpić. W lipcu 2019 w numerze węgierskojęzycznego magazynu kulturalnego „Pepita Magazin” ukazał się wywiad z pianistką. W październiku tegoż roku zwyciężyła w Konkursie Pianistycznym im. Ludwiga van Beethovena zorganizowanym przez Uniwersytet Muzyczny w Genewie (fr. Haute École de musique de Genève), a 27 października wystąpiła z recitalem w Festetics Palota, w Budapeszcie. 29 lutego 2020 zaprezentowała się w Niemczech na specjalnym koncercie zwycięzców Międzynarodowego Konkursu Chopinowskiego w Darmstadt z okazji 50. rocznicy utworzenia Niemieckiego Towarzystwa Chopinowskiego w Darmstadt, w recitalu obok takich pianistów jak: Claire Huangci, Joanna Marcinkowska oraz Janne Mertanen. 7 marca 2021 wraz z orkiestrą symfoniczną, którą dyrygował Gábor Takács-Nagy zaprezentowała się w repertuarze Wolganga Amadeusa Mozarta w specjalnym dniu poświęconym kompozytorowi na koncercie w Wielkiej Auli Akademii Muzycznej im. Ferenca Liszta w Budapeszcie.
Brała udział w kursach mistrzowskich organizowanych przez wiele osobistości i pedagogów pianistyki: Borisa Bermana, Andrzeja Jasińskiego, Nelsona Goernera, Jury Margulisa, Paula Badury-Skody, Émila Naoumoffa, Choong-Mo Kanga, Matana Porata, Gottlieba Wallischa, Aleksandra Strukowa, Imre Rohmanna, Jenő Jandó, Zoltána Kocsisa, Tamása Vásáry'ego, Daniela Barenboima czy Sylviane Deferne, a nawet korzystała z uwag, jakie dał jej hiszpański tenor Plácido Domingo, podczas pobytu na jej uczelni w Budapeszcie.
Jednym z ulubionych kompozytorów jest Fryderyk Chopin, którego utwory pojawiają się w programach jej recitali. Występuje sporadycznie również z koncertami charytatywnymi, wspierając m.in. chore dzieci oraz w rodzinnym Vásárosnamény, na koncertach organizowanych w Miejskim Centrum Kultury. W stylu swojej gry wspiera się wyrazem mimiki, oddając emocjonalne stany utworu (inaczej niż np. Artur Rubinstein, zazwyczaj poważny i majestatyczny). Pomimo ukończenia kameralistyki, praktycznie nie uczestniczy w żadnym, poważniejszym przedsięwzięciu w tym zakresie. W latach 2016–2018 podjęła dodatkowe studia w Berlinie, pod opieką prof. Nelsona Goernera w Barenboim-Said Akademie (ul. Französische Straße 33D) , a następnie w latach 2018–2021 na Uniwersytecie Muzycznym w Genewie. Ponadto w latach 2022–2023 studiowała w Szkole Muzycznej w Fiesole (wł. Scuola di Musica di Fiesole) uzyskując dyplom z dyrygentury w klasie maestra Ricarda Castro . Portal internetowy (forte-piano-pianissimo.com), umieścił ją na obszernej liście największych kobiet pianistyki. Posługuje się czterema językami: węgierskim, angielskim, niemieckim i francuskim .

## Występy w Polsce
Pianistka koncertowała w Polsce, m.in. 4 kwietnia 2013 wystąpiła w Katowicach wraz z Lászlem Váradim podczas prezentacji czwartego tzw. Dnia Węgierskiego, a następnie w 2014 uczestniczyła w tym mieście na IV Międzynarodowym Festiwalu Akademickich Orkiestr Symfonicznych czy w 2016 dała koncerty w Warszawie (Zamek Królewski i Płocku (Muzeum Mazowieckie) podczas prezentacji kultury węgierskiej). 26 czerwca 2016 w Żelazowej Woli koncertowała w tradycyjnych recitalach Chopinowskich w domu urodzenia Fryderyka Chopina oraz 23 sierpnia tegoż roku wystąpiła na 12. Międzynarodowym Festiwalu Muzycznym Chopin i jego Europa w Warszawie z recitalem w bazylice Świętego Krzyża.
17 października 2017 na zaproszenie Stowarzyszenia Artystyczno-Edukacyjnego im. Konstantego Ćwierka w Sosnowcu, w 168. rocznicę śmierci Fryderyka Chopina pianistka wystąpiła w auli II Liceum Ogólnokształcącego im. Emilii Plater w Sosnowcu, gdzie zagrała na historycznym fortepianie Érard z 1926. 27 lutego 2018 pianistka wzięła udział w 9. edycji festiwalu z okazji urodzin Fryderyka Chopina (tzw. Koncertach Urodzinowych), który odbył się w Warszawie, gdzie wystąpiła w szóstym dniu tego festiwalu z recitalem Chopinowskim w Domu Muzyki przy ul. Nowy Świat 63 oraz 24 lutego 2019 w kolejnej 10. edycji tego festiwalu.

### Konkurs Chopinowski w Warszawie

#### XVI edycja (2010)
W 2009, mając 16 lat oraz będąc jedną z najmłodszych uczestniczek, zgłosiła się do eliminacji XVI Międzynarodowego Konkursu Pianistycznego im. Fryderyka Chopina w Warszawie. Na podstawie przesłanego materiału DVD została dopuszczona przez komisję kwalifikacyjną do przesłuchań eliminacyjnych, które odbyły się w kwietniu 2010. Do eliminacji przystąpiła w siódmym dniu (18 kwietnia), występując jako ostatnia, nie kwalifikując się i nie zostając dopuszczoną do występu w październikowym konkursie głównym.

#### XVII edycja (2015)
W 2014 zdecydowała się na udział w kolejnej, XVII edycji tego konkursu, nadsyłając materiały, które oceniła komisja kwalifikacyjna, dopuszczając ją (po ich przejrzeniu i wysłuchaniu) do przesłuchań eliminacyjnych.
W pierwszym dniu przesłuchań eliminacyjnych 13 kwietnia 2015, występując jako ostatnia wykonała program trwający około 30 minut, kwalifikując się decyzją jury do październikowego konkursu głównego. Jesienią 2015 wzięła udział w konkursie głównym, kończąc go na II etapie. Pianistka, będąca niskiego wzrostu (ok. 160 cm) o ciemnokasztanowych włosach (szatynka) i szarych oczach, zaprezentowała się w czarnej wieczorowej sukni z rękawami z tiulowej koronki oraz czarnych szpilkach i przez wielu komentatorów została uznana za kobietę wyjątkowej urody. Ponadto jej wizerunek został zamieszczony na tytułowej okładce czasopisma konkursowego „GCC Goniec Chopinowski” (nr 08, październik 2015), na której widnieje ucieszona awansem do II etapu.   
| Utwory zagrane przez Ivett Gyöngyösi na XVII Konkursie Chopinowskim | | | |
| Fortepian                                                           | Yamaha | Steinway                                                                                                | Steinway |
| Faza konkursu                                                       | Eliminacje | Etap I                                                                                                  | Etap II |
| Data                                                                | 13 kwietnia 2015 | 3 października 2015                                                                                     | 9 października 2015                                                                                            |
| Utwory                                                              | Barkarola Fis-dur op. 60 Nokturn Es-dur op. 55 nr 2 Mazurek cis-moll op. 30 nr 4 Etiuda gis-moll op. 25 nr 6 Etiuda F-dur op. 10 nr 8 Etiuda h-moll op. 25 nr 10 | Etiuda F-dur op. 10 nr 8 Etiuda h-moll op. 25 nr 10 Nokturn Es-dur op. 55 nr 2 Barkarola Fis-dur op. 60 | Ballada As-dur op. 47 Walc As-dur op. 34 nr 1 Andante Spianato i Polonez Es-dur op. 22 Scherzo cis-moll op. 39 |

Najwyższą ocenę w I etapie (23 punkty) wystawiła jej Argentynka Martha Argerich, natomiast w II etapie Argentyńczyk Nelson Goerner – jej późniejszy profesor – dając 22 punkty.
| Oceny jurorów na XVII Międzynarodowym Konkursie Pianistycznym im. Fryderyka Chopina |                                   |       |            |       |       |            |            |       |       |            |            |       |       |       |       |       |       |       |               |         |
| Faza konkursu                                                                       | Faza konkursu                     | Juror | Juror      | Juror | Juror | Juror      | Juror      | Juror | Juror | Juror      | Juror      | Juror | Juror | Juror | Juror | Juror | Juror | Juror | Wynik         | Miejsce |
| Faza konkursu                                                                       | Faza konkursu                     | Alek. | Arge.      | Đặng  | Ebi   | Entr.      | Goer.      | Hara. | Jasi. | Joffe      | Ohls.      | Olej. | Pale. | Pobł. | Popo. | Rink  | Świt. | Yundi | Wynik         | Miejsce |
| Etap I                                                                              | Dopuszczenie do II etapu          | Nie   | Tak        | Tak   | Tak   | Tak        | Tak        | Tak   | Tak   | Tak        | Nie        | Nie   | Nie   | Tak   | Tak   | Tak   | Tak   | Tak   | 76,47%        | 25.     |
| Etap I                                                                              | (Punktacja) Punktacja skorygowana | 17    | (23) 22,65 | 20    | 21    | 20         | 22         | 18    | 19    | 21         | (15) 16,65 | 17    | 18    | 20    | 22    | 21    | 22    | 18    | (19,65) 19,72 | 25.     |
| Etap II                                                                             | Dopuszczenie do III etapu         | Nie   | Tak        | Tak   | Nie   | Nie        | Tak        | Tak   | Nie   | Nie        | Nie        | Nie   | Nie   | Tak   | Nie   | Nie   | Nie   | —     | 31,25%        | 31.     |
| Etap II                                                                             | (Punktacja) Punktacja skorygowana | 17    | (21) 19,38 | 19    | 16    | (14) 15,38 | (22) 19,38 | 18    | 17    | (15) 15,38 | 17         | 16    | 17    | 18    | 18    | 16    | 17    | —     | (17,38) 17,22 | 31.     |

## Festiwale muzyczne
| Festiwale muzyczne w których brała udział Ivett Gyöngyösi |                                                                                                 |                    |            |
| Rok                                                       | Festiwal                                                                                        | Miejscowość        | Państwo    |
| 2014, 2017, 2021                                          | 55., 58. i 62. Chopin Festiwal (cz. Chopinův festival Mariánské Lázně)                          | Mariańskie Łaźnie  | Czechy     |
| 2010                                                      | Liszt Junioracademy Festival                                                                    | Utrecht            | Holandia   |
| 2016                                                      | Międzynarodowy Festiwal Muzyczny                                                                | Kioto              | Japonia    |
| 2012                                                      | Międzynarodowy Festiwal Akademii Mendelssohna (ang. International Mendelssohn-Academy Festival) | Lipsk              | Niemcy     |
| 2014                                                      | IV Międzynarodowy Festiwal Akademickich Orkiestr Symfonicznych                                  | Katowice           | Polska     |
| 2016                                                      | 12. Międzynarodowy Festiwal Muzyczny „Chopin i jego Europa”                                     | Warszawa           | Polska     |
| 2018, 2019                                                | 9. i 10. Warszawski Festiwal Chopinowski „Koncerty Urodzinowe”                                  | Warszawa           | Polska     |
| 2021, 2022                                                | Festiwal Beleryjski (fr. Festival de Bellerive)                                                 | Collonge-Bellerive | Szwajcaria |
| 2017                                                      | Festiwal Wiosny (węg. Tavaszi Fesztivál)                                                        | Békéscsaba         | Węgry      |
| 2007                                                      | 10. Festiwal Pianistyczny                                                                       | Tiszadob           | Węgry      |
| 2016                                                      | XXVII. Festiwal Muzyczny (wł. Ravenna Festival)                                                 | Rawenna            | Włochy     |

## Orkiestry, z którymi występowała pianistka
| Lista orkiestr oraz dyrygentów z którymi występowała Ivett Gyöngyösi | | |                                           |
| Lp.                                                                  | Orkiestra | Orkiestra | Dyrygent                                  |
| 1                                                                    | Charkowska Orkiestra Filharmoniczna (ukr. Харківська обласна філармонія)                                                                                      | Charkowska Orkiestra Filharmoniczna (ukr. Харківська обласна філармонія)                                                      | Jurij Janko                               |
| 2                                                                    | Kameralna Orkiestra Filharmonii Pardubickiej (cz. Komorní filharmonie Pardubice)                                                                              | Kameralna Orkiestra Filharmonii Pardubickiej (cz. Komorní filharmonie Pardubice)                                              | Marko Ivanović                            |
| 3                                                                    | Kremerata Baltica | Kremerata Baltica | András Keller                             |
| 4                                                                    | Narodowa Orkiestra Radia Rumuńskiego w Bukareszcie (rum. Orchestra Națională Radio)                                                                           | Narodowa Orkiestra Radia Rumuńskiego w Bukareszcie (rum. Orchestra Națională Radio)                                           | Cristian Oroşanu                          |
| 5                                                                    | Orkiestra Budafok im. Ernsta von Dohnányi w Budapeszcie (węg. Dohnányi Orchestra Budafok)                                                                     | Orkiestra Budafok im. Ernsta von Dohnányi w Budapeszcie (węg. Dohnányi Orchestra Budafok)                                     | Gábor Hollerung                           |
| 6                                                                    | Orkiestra Danubia Óbuda w Budapeszcie (węg. Óbudai Danubia Zenekar)                                                                                           | Orkiestra Danubia Óbuda w Budapeszcie (węg. Óbudai Danubia Zenekar)                                                           | István Silló                              |
| 7                                                                    | Orkiestra Filharmoniczna Akademii Muzycznej im. Ferenca Liszta w Budapeszcie (węg. Liszt Ferenc Akadémia Szimfonikus Zenekar)                                 | Orkiestra Filharmoniczna Akademii Muzycznej im. Ferenca Liszta w Budapeszcie (węg. Liszt Ferenc Akadémia Szimfonikus Zenekar) | Zoltán Kocsis, Gábor Takács-Nagy          |
| 8                                                                    | Orkiestra Filharmonii w Győr (węg. Győri Filharmonikus Zenekar)                                                                                               | Orkiestra Filharmonii w Győr (węg. Győri Filharmonikus Zenekar)                                                               | Domonkos Héja                             |
| 9                                                                    | Orkiestra Filharmonii Zugló w Budapeszcie (węg. Zuglói Filharmónia Szimfonikus Zenekar)                                                                       | Orkiestra Filharmonii Zugló w Budapeszcie (węg. Zuglói Filharmónia Szimfonikus Zenekar)                                       | Kálmán Záborszky                          |
| 10                                                                   | Orkiestra Symfoniczna Savaria (węg. Savaria Szimfonikus Zenekar)                                                                                              | Orkiestra Symfoniczna Savaria (węg. Savaria Szimfonikus Zenekar)                                                              | Tamás Vásáry                              |
| 11                                                                   | Orkiestra Symfoniczna w Békéscsabie (węg. Békés Megyei Szimfonikus Zenekar)                                                                                   | Orkiestra Symfoniczna w Békéscsabie (węg. Békés Megyei Szimfonikus Zenekar)                                                   | Gábor Werner                              |
| 12                                                                   | Orkiestra Symfoniczna w Segedynie (węg. Szegedi Szimfonikus Zenekar)                                                                                          | Orkiestra Symfoniczna w Segedynie (węg. Szegedi Szimfonikus Zenekar)                                                          | János Kovács                              |
| 13                                                                   | Orkiestra Filharmoniczna im. św. Szczepana w Budapeszcie (węg. Szent István Filharmonikusok)                                                                  | Orkiestra Filharmoniczna im. św. Szczepana w Budapeszcie (węg. Szent István Filharmonikusok)                                  | Kálmán Záborszky                          |
| 14                                                                   | Orkiestra Uniwersytecka w Millersville (ang. Millersville University Orchestra)                                                                               | Orkiestra Uniwersytecka w Millersville (ang. Millersville University Orchestra)                                               | Vera Volchansky                           |
| 15                                                                   | Orkiestra Uniwersytetu Muzycznego w Genewie (fr. Orchestre de la HEM)                                                                                         | Orkiestra Uniwersytetu Muzycznego w Genewie (fr. Orchestre de la HEM)                                                         | Gábor Takács-Nagy, Pierre-Antoine Marçais |
| 16                                                                   | Słowacka Orkiestra Radiowa (cz. Symfonický orchestr Slovenského rozhlasu)                                                                                     | Słowacka Orkiestra Radiowa (cz. Symfonický orchestr Slovenského rozhlasu)                                                     | Petr Vronský                              |
| 17                                                                   | Węgierska Narodowa Orkiestra Filharmoniczna (węg. Nemzeti Filharmonikus Zenekar)                                                                              | Węgierska Narodowa Orkiestra Filharmoniczna (węg. Nemzeti Filharmonikus Zenekar)                                              | János Kovács                              |
| 18                                                                   | Węgierska Orkiestra Radiowa (węg. Magyar Rádió Szimfonikus Zenekara)                                                                                          | Węgierska Orkiestra Radiowa (węg. Magyar Rádió Szimfonikus Zenekara)                                                          | János Kovács                              |
| 19                                                                   | Węgierska Orkiestra Symfoniczna w Miszkolcu (węg. Miskolci Szimfonikus Zenekar)                                                                               | Węgierska Orkiestra Symfoniczna w Miszkolcu (węg. Miskolci Szimfonikus Zenekar)                                               | Gergely Ménesi                            |
| 20                                                                   | Zachodnioczeska Orkiestra Symfoniczna (cz. Západočeský symfonický orchestr Mariánské Lázně)                                                                   | Zachodnioczeska Orkiestra Symfoniczna (cz. Západočeský symfonický orchestr Mariánské Lázně)                                   | Leoš Svárovský                            |
| Sale koncertowe w których występowała Ivett Gyöngyösi                | | |                                           |
| Lp.                                                                  | Sala koncertowa | Miasto | Państwo                                   |
| 1                                                                    | ORF RadioKulturhaus | Wiedeń | Austria                                   |
| 2                                                                    | Wiener Musikverein | Wiedeń | Austria                                   |
| 3                                                                    | Teatr Miejski | Mariańskie Łaźnie | Czechy                                    |
| 4                                                                    | Centrum Kultury (cz. Společenský dům Casino) | Mariańskie Łaźnie | Czechy                                    |
| 5                                                                    | Centrum UNESCO | Paryż | Francja                                   |
| 6                                                                    | Alti Hall | Kioto | Japonia                                   |
| 7                                                                    | Roy Thompson Hall | Toronto | Kanada                                    |
| 8                                                                    | Pierre-Boulez-Saal | Berlin | Niemcy                                    |
| 9                                                                    | Oranżeria | Darmstadt | Niemcy                                    |
| 10                                                                   | Laeiszhalle | Hamburg | Niemcy                                    |
| 11                                                                   | Centrum Nauki i Edukacji Muzycznej „Symfonia” Akademii Muzycznej                                                                                              | Katowice | Polska                                    |
| 12                                                                   | Filharmonia Narodowa | Warszawa | Polska                                    |
| 13                                                                   | Studio Koncertowe Polskiego Radia im. Witolda Lutosławskiego                                                                                                  | Warszawa | Polska                                    |
| 14                                                                   | Sala Radio | Bukareszt | Rumunia                                   |
| 15                                                                   | Steinmann Hall | Lancaster | Stany Zjednoczone                         |
| 16                                                                   | Sala widowiskowa Uniwersytetu Millersville | Millersville | Stany Zjednoczone                         |
| 17                                                                   | Bâtiment des Forces Motrices | Genewa | Szwajcaria                                |
| 18                                                                   | Victoria Hall | Genewa | Szwajcaria                                |
| 19                                                                   | Sala Koncertowa (fr. La Salle de musique) | La Chaux-de-Fonds | Szwajcaria                                |
| 20                                                                   | Charkowski Narodowy Akademicki Teatr Opery i Baletu im. Mykoły Łysenki (ukr. Харківський національний академічний театр опери та балету імені Миколи Лисенка) | Charków | Ukraina                                   |
| 21                                                                   | Filharmonia Narodowa Ukrainy (ukr. Національна філармонія України)                                                                                            | Kijów | Ukraina                                   |
| 22                                                                   | Centrum Kulturalne (węg. Csabagyöngye Kulturális Központ) | Békéscsaba | Węgry                                     |
| 23                                                                   | Aula György Soltiego Akademii Muzycznej im. Ferenca Liszta (węg. Solti Terem Zeneakadémia a F. Liszt)                                                         | Budapeszt | Węgry                                     |
| 24                                                                   | Dom Muzyki Węgierskiej (węg. Magyar Zene Háza) | Budapeszt | Węgry                                     |
| 25                                                                   | Festetics Palota | Budapeszt | Węgry                                     |
| 26                                                                   | Narodowa Sala Koncertowa im. Béli Bartóka (węg. Bartók Béla Nemzeti Hangversenyterem)                                                                         | Budapeszt | Węgry                                     |
| 27                                                                   | Sala koncertowa Vigadó (węg. Pesti Vigadó) | Budapeszt | Węgry                                     |
| 28                                                                   | Węgierska Opera Państwowa (węg. Magyar Állami Operaház) | Budapeszt | Węgry                                     |
| 29                                                                   | Wielka Aula Akademii Muzycznej im. Ferenca Liszta (węg. Zeneakadémia Nagytermében a F. Liszt)                                                                 | Budapeszt | Węgry                                     |
| 30                                                                   | Centrum im. Zoltána Kodálya (węg. Kodály Központ) | Pecz | Węgry                                     |
| 31                                                                   | EXPO | Mediolan | Włochy                                    |
| 32                                                                   | Teatr Dante Alighieri (wł. Teatro Dante Alighieri) | Rawenna | Włochy                                    |

## Nagrody i wyróżnienia
| Nagrody na konkursach pianistycznych |                                                                                          |             |                   |
| Rok                                  | Nagroda                                                                                  | Miasto      | Państwo           |
| 2004                                 | Pierwsza nagroda na II Konkursie Pianistycznym im. György Ferenczy'ego                   | Budapeszt   | Węgry             |
| 2006                                 | Główna nagroda na I Konkursie Chopinowskim „Chopin + .....”                              | Budapeszt   | Węgry             |
| 2008                                 | Główna nagroda na II Konkursie Chopinowskim „Chopin + .....”                             | Budapeszt   | Węgry             |
| 2009                                 | Główna nagroda na Konkursie im. György Cziffry                                           | Wiedeń      | Austria           |
| 2010                                 | Główna nagroda na Międzynarodowym Konkursie Pianistycznym LIONS                          | Pecz        | Węgry             |
| 2010                                 | Główna nagroda na X Konkursie Władimira Krajniewa                                        | Charków     | Ukraina           |
| 2011                                 | Główna nagroda oraz nagroda specjalna UNESCO w konkursie New Talent rozgłośni Euro Radio | Bratysława  | Słowacja          |
| 2013                                 | Główna nagroda na Międzynarodowym Festiwalu i Konkursie Fryderyka Chopina                | Lancaster   | Stany Zjednoczone |
| 2013                                 | Główna nagroda i wyróżnienie za interpretację mazurków na X Konkursie Chopinowskim       | Darmstadt   | Niemcy            |
| 2019                                 | Pierwsza nagroda w Konkursie Pianistycznym im. Ludwiga van Beethovena                    | Genewa      | Szwajcaria        |
| Inne nagrody i wyróżnienia           |                                                                                          |             |                   |
| 2010                                 | Young Steinway Artists                                                                   | Hamburg     | Niemcy            |
| 2012                                 | Junior Prima Primissima                                                                  | Budapeszt   | Węgry             |
| 2013                                 | Tytuł „Człowiek roku”                                                                    | Budapeszt   | Węgry             |
| 2014                                 | Pierwsza nagroda na I Konkursie talentów muzyki klasycznej Virtuózok                     | Budapeszt   | Węgry             |
| 2015                                 | Concorde Talent Award                                                                    | Budapeszt   | Węgry             |
| 2016                                 | Nagroda im Pála Kozmy                                                                    | Nyíregyháza | Węgry             |
| 2021                                 | Nagroda im. „Georgesa Filipinettiego” (mistrz fortepianu) Uniwersytetu Muzycznego        | Genewa      | Szwajcaria        |

## Repertuar
Artystka występuje solo i z orkiestrą, prezentując utwory następujących kompozytorów:
| Wykaz utworów granych solo i z orkiestrą | |
| - Johann Sebastian Bach: - II suita angielska a-moll (BWV 807); - V suita angielska e-moll (BWV 810); - II suita francuska c-moll (BWV 813); - II partita c-moll (BWV 826); - 10 preludiów i fug. - Johann Sebastian Bach–Wilhelm Kempff: - Siciliano. - Béla Bartók: - Rapsodie na fortepian i orkiestrę op. 1 (BB 36); - 3 pieśni ludowe z komitatu Csik (BB 45b); - Rondo C-dur (BB 56); - Kolędy rumuńskie (BB 67); - Rumuńskie tańce ludowe (BB 68); - Sonatina (BB 69); - Obrazki węgierskie (BB 103); - Mikrokosmos (fragmenty) (BB 105); - III koncert fortepianowy (BB 127). - Ludwig van Beethoven: - Andante favori (WoO 57); - 6 wariacji na fortepian G-dur (WoO 77); - 32 wariacje c-moll na własny temat (WoO 80); - Sonaty fortepianowe (A-dur op. 2 nr 2, F-dur op. 10 nr 2, c-moll op. 13, E-dur op. 14 nr 1, G-dur op. 14 nr 2, C-dur op. 53 nr 21, f-moll „Appassionata” op. 57, Es-dur „Les Adieux” op. 81A, e-moll op. 90, A-dur op. 101, E-dur op. 109.); - Koncerty fortepianowe (C-dur op. 15, B-dur op. 19, c-moll op. 37, G-dur op. 58, Es-dur op. 73); - Sonaty na skrzypce i fortepian (c-moll op. 30 nr 2, G-dur op. 30 nr 3); - VII symfonia A-dur op. 92. - Izaak Berkowicz: - Toccata. - Johannes Brahms: - Sonata f-moll op. 5; - Walc op. 39 nr 15; - Koncert fortepianowy B-dur op. 83; - Sonaty na skrzypce i fortepian (A-dur op. 100, d-moll op. 108); - Intermezzo op. 118 nr 2; - Ballada op. 118 nr 3; - Tańce węgierskie. - Johannes Brahms–Arnold Schönberg: - Kwartet fortepianowy g-moll op. 25 nr 1. - Fryderyk Chopin: - Wariacje B-dur op. 2 na temat „Là ci darem la mano”; - Nokturny (b-moll op. 9 nr 1, Es-dur op. 9 nr 2, Des-dur op. 27 nr 2, As-dur op. 32 nr 2, g-moll op. 37 nr 1, f-moll op. 55 nr 1, Es-dur op. 55 nr 2, H-dur op. 62 nr 1, e-moll op. 72 nr 1, c-moll op. posth, cis-moll op. posth); - Etiudy ((12) z op. 10, (12) z op. 25); - Koncerty fortepianowe (I koncert fortepianowy e-moll op. 11, II koncert fortepianowy f-moll op. 21); - Andante spianato i Wielki Polonez Es-dur op. 22; - Ballady (g-moll op. 23, F-dur op. 38, As-dur op. 47, f-moll op. 52); - (24) preludia z op. 28; - Impromptu As-dur op. 29; - Sonaty fortepianowe (b-moll op. 35, h-moll op. 58); - Berceuse Des-dur op. 57; - Barkarola Fis-dur op. 60; - Polonezy (cis-moll op. 26 nr 1, fis-moll op. 44, As-dur op. 53, Fantazja As-dur op. 61, g-moll op. posth, B-dur op. posth); - Fantazja-Impromptu cis-moll op. posth; - (20) mazurków; - (4) scherza; - (19) walców; - Wariacje D-dur „Hexameron”. - Piotr Czajkowski: - I koncert fortepianowy b-moll op. 23; - „Pory roku” op. 37 bis (Przebiśnieg, Barkarola, Pieśń jesienna); - Dumka C-dur op. 59; - Symfonia nr 5 e-moll op. 64. - Piotr Czajkowski–Michaił Pletniow: - Dziadek do orzechów. - Claude Debussy: - Arabesque No. 1 L. 66; - Suite bergamasque L. 75; - Pour le piano L. 95; - Estampes L. 100; - L'isle joyeuse L. 106; - Children's corner L. 113; - Préludes 1er livre L. 117. - Ernst von Dohnányi: - Szimfonikus percek op. 36; - Pastorale on a Hungarian Christmas Song. - Gabriel Fauré: - Elegia na wiolonczelę i fortepian op. 24. - César Franck: - Sonata A-dur na skrzypce i fortepian. - Alberto Ginastera: - Danzas Argentinas op. 2. - Edvard Grieg: - Koncert fortepianowy a-moll op. 16. - Joseph Haydn: - Sonaty (G-dur Hob. XVI:G1, e-moll Hob. XVI:34, Es-dur Hob. XVI:49, D-dur Hob. XVII:D1, Es-dur Hob. XVI:52); - Koncert fortepianowy C-dur Hob. XVIII:1; - Koncert fortepianowy D-dur Hob. XVIII:11. - Georg Friedrich Händel: - (Suita Nr 2) Chaconne G-dur, HWV 435. - Zoltán Kodály: - Tańce z Marosszék. - Marc Lavry: - Izraelskie tańce ludowe, suita na fortepian op. 230p. | - Ferenc Liszt: - Fantazja węgierska na fortepian i orkiestrę, S. 123; - I koncert fortepianowy Es-dur nr 1, S. 124; - Etiuda transcendentna nr 5 „Feux-follets”, S. 139; - La campanella Paganiniego, S. 141/3; - Etiudy koncertowe („La leggierezza” nr 2, „Un Sospiro” nr 3, S. 144); - Au bord d'une source, S. 160/4; - Années de pèlerinage, S. 161; - Liszt - Sonetto 104 del Petrarca, S. 161; - Aprés une lecture du Dante, Fantasia quasi sonata, S. 161; - Ballada nr 1 D-dur, S. 170; - Pocieszenia na fortepian nr 1, nr 2, nr 3, S. 172; - Sonata h-moll, S. 178; - Polonez Es-dur nr 2, S. 223; - Rapsodie węgierskie nr 3, nr 6, nr 10, nr 12, S. 244; - Rákóczi-Marsch, S. 244c; - Rapsodie hiszpańskie, S. 254; - Liebeslied, S. 566. - Ferenc Liszt–Aleksandr Alabjew: - Le Rossignol, S. 250/1. - Ferenc Liszt–Robert Schumann: - Widmung, S. 566. - Felix Mendelssohn-Bartholdy: - Rondo capriccioso E-dur op. 14. - Moisés Moleiro: - Joropo. - Federico Mompou: - Wariacje na temat Chopina. - Wolfgang Amadeus Mozart: - Sonata C-dur na cztery ręce (K 19d); - Sonata e-moll na skrzypce i fortepian nr 21 (KV 304); - Sonaty fortepianowe (D-dur nr 9 KV 311, C-dur nr 10 KV 330, A-dur nr 11 KV 331, F-dur nr 12 KV 332, B-dur nr 13 KV 333, C-dur nr 16 „Semplice” KV 545, B-dur nr 17 KV 570, D-dur nr 18 KV 576); - Fantazja fortepianowa d-moll nr 3 (KV 397); - Koncerty fortepianowe (C-dur nr 13 KV 415, C-dur nr 21 KV 467, A-dur nr 23 KV 488); - Rondo a-moll na fortepian (KV 511). - Modest Musorgski–Maurice Ravel: - Obrazki z wystawy. - Ignacy Jan Paderewski: - Nokturn B-dur op. 16 nr 4. - David Popper: - Gawot nr 2 D-dur op. 23 na wiolonczelę i fortepian. - Francis Poulenc: - Toccata (FP 48). - Siergiej Prokofjew: - Toccata d-moll op. 11; - III koncert fortepianowy C-dur op. 26; - Romeo i Julia op. 75; - Kopciuszek op. 102. - Siergiej Rachmaninow: - Elegia e-moll op. 3 nr 1; - Moment muzyczny adagio sostenuto D-dur op. 16 nr 5; - II koncert fortepianowy c-moll op. 18; - Preludia (g-moll op. 23 nr 5, gis-moll op. 32 nr 12); - Études-Tableaux (f-moll op. 33 nr 1, C-dur op. 33 nr 2, e-moll op. 39 nr 5). - Maurice Ravel: - II koncert fortepianowy G-dur; - Gaspard de la nuit; - Pawana na śmierć infantki; - Sonatine. - Domenico Scarlatti: - (10) sonat. - Franz Schubert: - Sonata fortepianowa As-dur (D. 664); - Trzy marsze militarne op. 51 (D. 733); - Impromptu (G-dur op. 90 nr 3, As-dur op. 90 nr 4) (D. 899); - Impromptu (As-dur op. posth. 142 nr 2, B-dur op. posth. 142 nr 3) (D. 935); - Fantazja f-moll op. 103 na cztery ręce (D. 940); - Wielkie Rondo As-dur op. 107 (D. 951); - Sonata fortepianowa B-dur (D. 960). - Robert Schumann: - Wariacje „Abegg” F-dur op. 1; - Pappilons op. 2; - Carnaval op. 9; - Fantasiestücke op. 12; - Kinderszenen op. 15; - Fantazja C-dur op. 17; - Arabeska C-dur op. 18; - Romanse F-dur op. 28 nr 2; - Koncert fortepianowy a-moll op. 54; - Sonata a-moll na skrzypce i fortepian op. 105; - Phantasietanz op. 124 nr 5. - Dmitrij Szostakowicz: - Taniec hiszpański z „The Gadfly” op. 97b. - Jenő Takács: - (4) epitafia op. 7. - Ferenc Vecsey–György Cziffra: - La Valse Triste. - Anton Webern: - Passacaglia op. 1. - John Williams: - Harry Potter. |

## Publikacje (albumy)
Wydawnictwa węgierskie po zakończeniu konkursu (węg. Virtuózok) w 2014 wydały płyty z nagraniami uczestników tego konkursu, w tym również Ivett Gyöngyösi.
| Albumy | |                                     |
| Rok    | Tytuł | Wydawca                             |
| 2015   | Virtuózok 2014 | Tom Tom Records                     |
| 2015   | Virtuózok – Gyöngyösi Ivett + CD                                                                                  | Holnap Kiadó KFT                    |
| 2015   | Ivett Gyöngyösi. Eliminacje do XVII Międzynarodowego Konkursu Pianistycznego im Fryderyka Chopina (13-24.04.2015) | Narodowy Instytut Fryderyka Chopina |
| 2017   | Boldog Új Évet Virtuózok 2017                                                                                     | Erste Bank                          |